# 没食子酸丙酯
没食子酸丙酯（或3,4,5-三羟基苯甲酸丙酯）是没食子酸和丙醇缩合而成的酯。自从1948年以来，这种抗氧化剂添加到含油和含脂肪的食品中，防止氧化。它的E编码为E310。没食子酸辛酯、没食子酸月桂酯也有类似用途。

## 描述
没食子酸丙酯是一种抗氧化剂。它可以防止过氧化氢和氧自由基的氧化。

## 用途
没食子酸丙酯用来保护产品中的油脂，防止它们氧化。它用于食品、化妆品、美发产品、粘合剂和润滑剂。
它在荧光显微镜中用作三重态淬灭剂和抗氧化剂。

## 生物作用
根据1993年的一项研究，用肥胖啮齿动物做试验后，没食子酸丙酯对致癌作用很小或没有影响。
根据2009年的一项研究，没食子酸丙酯可作为雌激素拮抗剂。